# Алюмогідрид літію
Алю́могідри́д лі́тію, лі́тій тетра́гідро́алюміна́т — неорганічна сполука, змішаний гідрид складу LiAlH4. За звичайних умов являє собою світло-сіру тверду речовину, розкладається за температури вище 125 °C. Активно використовується у синтезах як відновник та агент для гідрування.

## Отримання
Алюмогідрид літію вперше був отриманий Германном Шлезінгером у 1947 році шляхом взаємодії гідриду літію та хлориду алюмінію в етерному середовищі:
{\displaystyle \mathrm {4LiH+AlCl_{3}\ {\xrightarrow {ether}}\ LiAlH_{4}+3LiCl} }
Пізніше було запропоновано використовувати бромід алюмінію замість хлориду, тому як бромід літію розчиняється в етерах і не заважає виділяти кінцевий продукт.

## Фізичні властивості

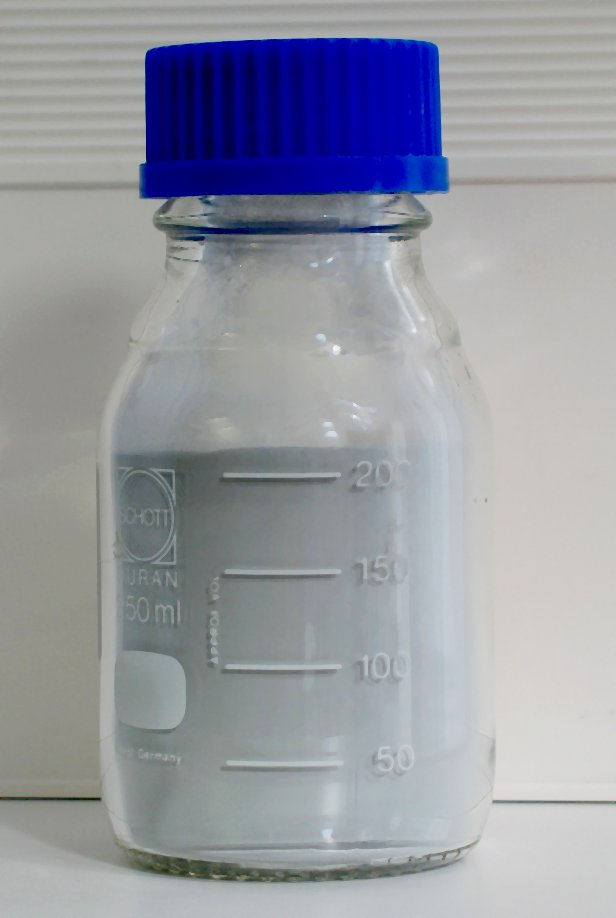
Алюмогідрид літію

Алюмогідрид літію являє собою світло-сірий, іноді білий, порошок. Відносно малостійкий — за температури вище 125 °C він починає розкладатися. Розчиняється у спиртах, етерах і тетрагідрофурані, а от з водою реагує.

## Хімічні властивості
За підвищених температур тетрагідроалюмінат є нестійкою сполукою. Так, без доступу кисню від розкладається при температурах вище 125 °C:
{\displaystyle \mathrm {2LiAlH_{4}\ {\xrightarrow {>125^{0}C,vacuum}}\ 2Al+2LiH+3H_{2}} }
При нагріванні з доступом кисню він повністю окиснюється:
{\displaystyle \mathrm {2LiAlH_{4}+4O_{2}\ {\xrightarrow {>150^{o}C}}\ Al_{2}O_{3}+Li_{2}O+4H_{2}O} }
Алюмогідрид реагує з водою та розведеними кислотами:
{\displaystyle \mathrm {LiAlH_{4}+4H_{2}O\longrightarrow Al(OH)_{3}+LiOH+4H_{2}} }
{\displaystyle \mathrm {LiAlH_{4}+4HCl\longrightarrow AlCl_{3}+LiCl+4H_{2}} }
Він активно застосовується як агент гідрування — за його допомогою отримують, наприклад, бороводні, моносилан, гідриди металів (станан, бісмутин тощо):
{\displaystyle \mathrm {3LiAlH_{4}+4BCl_{3}\longrightarrow 2B_{2}H_{6}+3LiCl+3AlCl_{3}} }
{\displaystyle \mathrm {LiAlH_{4}+SnCl_{4}\longrightarrow SnH_{4}+LiCl+AlCl_{3}} }

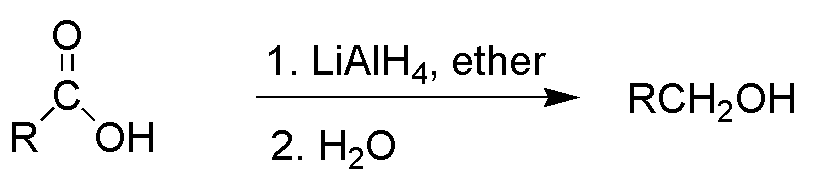
Відновлення карбонових кислот

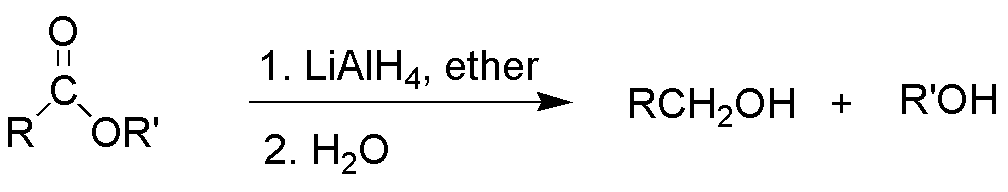
Відновлення естерів

Відновлення амідів

Основним застосування алюмогідриду є реакції відновлення в органічному синтезі. Так, його застосовують для відновлення карбонових кислот￼￼ до первинних спиртів, кетонів до вторинних спиртів, а естерів до суміші спиртів в залежності від складу -OR':
- первинних при -OR' = -O-CH2-R'';
- первинного та вторинного при -OR' типу -O-CH(R'')2 чи -O-CH(R'',R'''), на приклад  ізопропілокси-(-O-CH(CH3)2);
- первинного та третинного при -OR' типу -O-C(R'')3, -O-C(R'')2(R''') або -O-C(R'')(R''')(R'''').

При відновленні амідів карбонових кислот:
- N-незаміщених амідів до первинних амінів, R-C(=O)-NH2 до R-CH2-NH2 ;
- у випадку N-монозаміщених амідів кислот до відповідних вторинних амінів, R-C(=O)-NHR' до R-CH2-NHR';
- у випадку N,N-дизаміщених амідів кислот до відповідних третинних амінів, R-C(=O)-N(R')2 чи R-C(=O)-N(R')(R'') до таких R-CH2-N(R')2 або R-CH2-N(R')(R'').